# Stora ryska kriget
Stora ryska kriget var ett krig som fördes mellan Sverige under Gustav Vasa och Ryssland under Ivan IV "den förskräcklige" under åren 1554–1557. Kriget berodde på tvister om gränsdragningen mellan de båda länderna i Karelen. Kriget avslutades med freden i Novgorod 1557.

## Bakgrund
Det är oklart vad som orsakade kriget och vem som startade det, men det kan möjligen ses som ett svenskt anfallskrig under strategiskt hot. Det hade länge rått ömsesidiga härjningar och plundringar längs gränsen, bland annat till följd av otydliga gränsbestämmelser i freden i Nöteborg år 1323. Man tvistade om gränserna i Savolax och Karelen, och i Finlands yttersta härad, Äyräpää, fanns en ödemark som kallades "Tvistemarken".

## Kriget
År 1554 började det när hela finska gränsen plågades av ryska härjningar, kränkningar och plundringar. Konflikten trappades upp ytterligare av att fogden på gränsorten Kivinebb Anders Nilsson som svar gick över gränsen och utförde härjningar på ryskt område. Nilsson agerande var inte sanktionerat, vilket gjorde att han ådrog sig kungens vrede. Ryssarna svarade genom att invadera svenskt område med 8 000 man och härjningarna blev värre än någonsin.
I januari 1555 marscherade en rysk här över finska gränsen och upp framför Viborg. Ryssarna ansåg sig dock inte kunna anfalla det starka fästet och drog sig tillbaka efter tre dagar. Ryssarna återkom och i mars samma år vandrade en armé på 30 000 man under befäl av fursten Ivan Bibikoff över gränsen. Svenskarna var sedan flera år förberedda på en invasion av den omfattningen och ett yttre försvar, bestående av en så kallad förmur längs ån Systerbäck, fanns vid orten Kivinebb. I och med att den ryska huvudstyrkan om 12 000 man under Bibikoff försökte tränga igenom förmuren resulterade det i krigets första fältslag, slaget vid Kivinebb, som svenskarna gick segrande ur. Under året försökte svenskarna även utföra ett anfall mot det ryska fästet Nöteborg, men misslyckades. Enligt vissa källor var det först nu som ryssarna ansåg att freden var bruten. 
Gustav Vasa lovade att ta hämnd på "de omilde ryssar, som sig företagit hava den fattige landsänden Finland med mord, rov och brand ganska okristeligen till att förhärja, som är sönderrivandes små barn, kastandes en part av dem emot väggen och somlige oppå elden, sammaledes ynkeligen ihjälslagit fattige kvinnfolk uti barnsäng". Den finska allmogen i gränstrakterna uppbådades man ur huse, men det visade sig snart att den inte var mycket att lita till. Kungen skrev om detta till Per Brahe:
| ” | Desse befallningsmän här i Finland hava ock Oss icke litet förtröstat oppå de Äurepää, Jääskis och Savolax’ bönder och deras manlighet emot ryssarne; kunne dock intet synnerligit förnimma av dem mera än av andre oförståndige bönder utan snarast sagt mera falskhet emot Oss och deras fädernesland än ståndaktighet och rättrådighet. Desslikes finnas inge värjor hos dem eller hos någre andre bönder här i Finland, utan äro de ett förflyktigt folk, som icke veta sig själve någon råd, än sedan andre till att hjälpa. Sammaledes är här i landet så stor fattigdom hos bönderne, att de hava intet till att förtära; och när man skall bruka dem emot fienderne, förlöpa mesteparten sin kos för svält och hungers skull och begynna att röva och taga till där de framdraga, så väl som fienderne. Och var här icke annor råd och undsättning kommer än den, som Vi have att förmoda av desse finske, då är till befruktandes, huru det Oss vill gå. | „ |

Ryssarna ställde in fientligheterna under senhösten och stiltje uppstod. Under hela året hade förstärkningar från Sverige skeppats över. Gustav Vasa utnyttjade den tillfälliga friden och förstärkte stridskrafterna som fanns tillgängliga. Han lämnade Viborg den 27 oktober och ledde därefter arbetet från Åbo.  
Mot slutet av året räknades stridskrafterna i Finland till 8 000 man, vilket var den starkaste svenska styrkan i Finland dittills. Kungens bedömning var dock att det skulle behövts 22 000 man fotfolk och 8 000 man till häst för att försvara Finland. Den finska allmogen hjälpte dock inte till så värst mycket när det gällde stridsfolk. Gustav Vasa sade en gång att finnarna vid den här tiden var "ett fördrucket och oförnuftigt folk som hade ölstopet kärare än liv, gods, välfärd och ärlighet". 
I slutet av året samlade ryssarna en väldig här i Novgorod under befäl av furstarna Peter Sjtjenjatvev och Dimitrij Paletskij. I början av år 1556 tågade den ryska hären, som bestod av mellan 10 000 och 54 000 man (källorna går isär), mot Viborg. När ryssarna den 21 januari började närma sig Viborg uppstod en strid framför fästet. En svensk dagvakt på 500 man överraskades av ett par ryska rytteriregementen och en häftig strid bröt ut. Efter en tapper strid ryckte svenskarna in bakom Viborgs murar. Den 22 januari inledde ryssarna en våldsam artilleribeskjutning av Viborg, men den hade ingen större verkan mot de kraftiga murarna. Tre dagar senare gav sig den ryska hären av. Anledningen till detta var att ryssarna under natten missuppfattade ljudet av hö som kördes in till Viborgs slott och trodde istället att det var hästhovar och att svenska förstärkningar hade anlänt. Efter detta slutade de flesta härjningarna och alla ryska trupper började dra sig bort från svenskt område och striderna upphörde. Under året begav sig kungen hem till Sverige. 

## Freden
Nu var Gustav Vasa framför allt angelägen om att få fred. Tsaren var inte heller obenägen att få slut på kriget, "ändock han något skarpt och trotsigt konung Gustav tillskrev, såsom de ryssar alltid pläga göra", som historikern Erik Jöransson Tegel uttryckte det.
Den 21 februari 1557 anlände en svensk fredsbeskickning till Moskva, medförande dyrbara gåvor till tsaren och hans omgivning, nämligen "ett stort credentzekar" med en segergudinna på, "någre kåsor och andre sölvstop" samt "en hopsvarte rävar och bävrar". Den 24 februari fick de företräde hos tsaren, eller "storfursten" som han kallades i Sverige. Efter att gåvorna överlämnats blev de undfägnade med en måltid "där all ting på det ståtligaste både med rätter, drycker, dryckekar och käril tillpyntade voro", uppger Tegel. Därpå blev de "avfärdade till deras härbärge igen, dit storfurstens egen skänk kom med åtskilliga slags mjöd och drycker, som storfursten med sine egne dryckekar till dem sände". Sedan förhalade ryssarna underhandlingarna ända till den 9 mars med förklaringen att det nu var fastetid och tsaren därför inte kunde företa någon handel.
Den 2 april 1557 slöts fred i Novgorod. Villkoren var att stillestånd skulle råda i 40 år och att inga gränsändringar skulle ske. Kriget kostade Sverige 200 000 mark örtug i ren utbetalning i samband med freden och förhållandet mellan Sverige och Ryssland efter detta krig fortsatte att vara relativt instabilt.
Fredstraktaten var uppsatt i den vanliga ryska stilen. Det hette, att den svenske kungen genom sina sändebud hade "bönfallit tsaren att avlägga sin vrede över att svenskarne vid gränsen hade förbrutit fredsbrevet", och att tsaren hade "benådat" den svenske kungen och befallt sina ståthållare i Novgorod att hålla fred med honom i 40 år. Gustav Vasa brydde sig dock inte om det förödmjukande i ordalagen. Han var bara nöjd att ha fått fred igen.

## Slag under Stora ryska kriget
- Slaget vid Kivinebb den 11 mars 1555 (svensk seger)
- Anfallet mot Nöteborg den 15–29 september 1555 (rysk seger)
- Anfallet mot Viborg den 21–25 januari 1556 (svensk seger)